# Szurdokpüspöki
Szurdokpüspöki é um município da Hungria, situado no condado de Nógrád. Tem 26,7 km² de área e sua população em 2015 foi estimada em 1.906 habitantes.